# Bone Sharps, Cowboys, and Thunder Lizards
Bone Sharps, Cowboys, and Thunder Lizards: A Tale of Edward Drinker Cope, Othniel Charles Marsh, and the Gilded Age of Paleontology (2005), (título traducido literalmente al español, Huesos afilados, Vaqueros y lagartos trueno: Un cuento sobre Edward Drinker Cope, Othniel Charles Marsh y la edad dorada de la paleontología) es una novela gráfica escrita por Jim Ottaviani e ilustrada por la compañía Big Time Attic. El libro cuenta una versión relativamente fantasiosa sobre la Guerra de los Huesos, un periodo de intensas excavaciones paleológicas, especulaciones y rivalidad científica que llevó a un gran conocimiento de los dinosaurios y otros tipos de vida prehistóricos en el oeste de los Estados Unidos durante la Gilded Age americana. Esta novela es la primera de carácter semi-ficcional que escribe el autor, ya que en anteriores trabajos no se había tomado ninguna licencia creativa con respecto a los personajes tratados, sino que más bien se había limitado a retratarlos según las fuentes históricas.
Bone Sharps sigue las acciones de dos científicos, Edward Drinker Cope y Othniel Marsh, a medida que estos se enfrascan en su exaltada y, en ocasiones, ilegal, búsqueda de fósiles. Al mismo tiempo, conocen y tratan con figuras de esa edad dorada como P. T. Barnum o Ulysses S. Grant. Desde su publicación, la novela gráfica ha recibido el beneplácito de la crítica por su excepcional contenido histórico aunque algunas reseñas han señalado el deseo de más ficción dentro de esa historia.

## Resumen de la trama
La novela comienza con el paleontólogo Othniel Charles Marsh sobre un tren a vapor entre Nueva York y New Haven donde se encuentra con el artista Phineas T. Barnum. Barnum le muestra a Marsh una copia del Gigante de Cardiff y Marsh le informa que tiene la intención de demostrar que el gigante es un fraude. En Filadelfia, Henry Fairfield Osborn le presenta al artista Charles R. Knight a Edward Drinker Cope, un paleontólogo cuya casa está repleta de huesos y especímenes. Cope está encargando una pintura, algo que "capture el espíritu" de la criatura marítima conocida como Elasmosaurus. Cope se va al Oeste como científico oficial del Servicio Geológico de los Estados Unidos. En el camino conoce a su colega Othniel Charles Marsh y le muestra su sitio de excavación en un pozo de margas en Nueva Jersey; después de que Cope se va, Marsh le habla al dueño de la tierra donde está el pozo de margas y le paga por derechos de excavación exclusivos. En Wyoming, Cope conoce a San Smith, un ayudante del Servicio Geológico de los Estados Unidos. Durante las excavaciones, Cope descubre una veta especialmente rica en huesos. Al enviar grandes cantidades de estos huesos de dinosaurio hacia el este por tren, Cope tropieza con Marsh, que se dirige al oeste también. Marsh, a diferencia del resto de su equipo, viaja gozando de grandes comodidades. En el Fuerte McPherson, Nebraska, Marsh conoce a "Buffalo" Bill Cody, quién les hace de guía, además de una tribu india nativo americana. Marsh descbre muchos fósiles nuevos y le promete al jefe Nube Roja que le expondrá la situación de los nativo americanos, que recibieron comida caducada  a cambio de sus tierras, al Presidente de los Estados Unidos. De vuelta en el este, Knight acaba de reconstruir el Elasmosaurio. Ambos regresan a los pozos de marga pero se ven amenazados. Cope se enfada al enterarse de que Marsh ha comprado los derechos de excavación y publicado un artículo revelando que la reconstrucción del Elasmosaurio es defectuosa.

## Trasfondo
El autor, Jim Ottaviani, se introdujo en el mundo y la materia de los paleontólogos Edward Drinker Cope y Othniel Charles Marsh tras leer un libro sobre la Guerra de los Huesos mientras trabajaba en la ciudad de Ann Arbor, concretamente en la biblioteca de la Universidad de Míchigan. 
 Ottaviani había escrito antes libros y cómics que trataban temas y figuras relativos a la ciencia, nunca antes había trabajado en el campo de la ficción histórica.